# La musica italiana
La musica italiana è un singolo dei cantautori italiani Giorgio Poi e Calcutta, pubblicato il 23 gennaio 2019 come secondo estratto dal secondo album in studio di Giorgio Poi Smog.

## Tracce
1. La musica italiana – 2:41